# Oscar Kohnstamm
Oscar Kohnstamm (ur. 13 kwietnia 1871 w Pfungstadt, zm. 6 listopada 1917 we Frankfurcie nad Menem) – niemiecki lekarz neurolog i psychiatra, autor prac z dziedziny teorii sztuki.
Studiował medycynę na Uniwersytecie w Giessen i Uniwersytecie w Strasburgu. Tytuł doktora medycyny otrzymał w Berlinie w 1894 roku. Następnie praktykował w Königstein im Taunus, gdzie założył sanatorium dla nerwowo chorych.
Jego pacjentami byli Ernst Ludwig Kirchner, Otto Klemperer i Alexander Moissi.

## Wybrane prace
- Intelligenz a. Anpassung. Annal d Naturphilos (1903)
- Grundlinien einer biologischen Psychologie (1903)
- Die biologische Sonderstellung der Ausdrucksbewegungen. Journal f. Psychol. u. Neurologie, Bd. 7 (1906)
- Kunst als Ausdruckstätigkeit (1907)
- Biologische Weltanschauung. Zeitschr. f. den Ausbau d. Entwicklungslehre, I (1907)
- Psychologische Grundbegriffe. Zeitschr. f. den Ausbau d. Entwickl. II (1908)